# Vraag het een rabbijn
Vraag het een rabbijn is een televisieprogramma dat elke zondagmiddag wordt uitgezonden door de Joodse redactie van de Nederlandse publieke omroep EO, gepresenteerd door Esther Porcelijn.
In het programma worden uiteenlopende vragen van het algemene publiek gesteld aan de vier rabbijnen Shmuel Katz, David Gaillard, Joram Rookmaker en Marianne van Praag. De antwoorden van de rabbijnen zijn geïnspireerd op de eeuwenoude Joodse religieuze bronnen, halachische voorschriften, en vertaald naar de moderne tijd.